# Westfield, Massachusetts

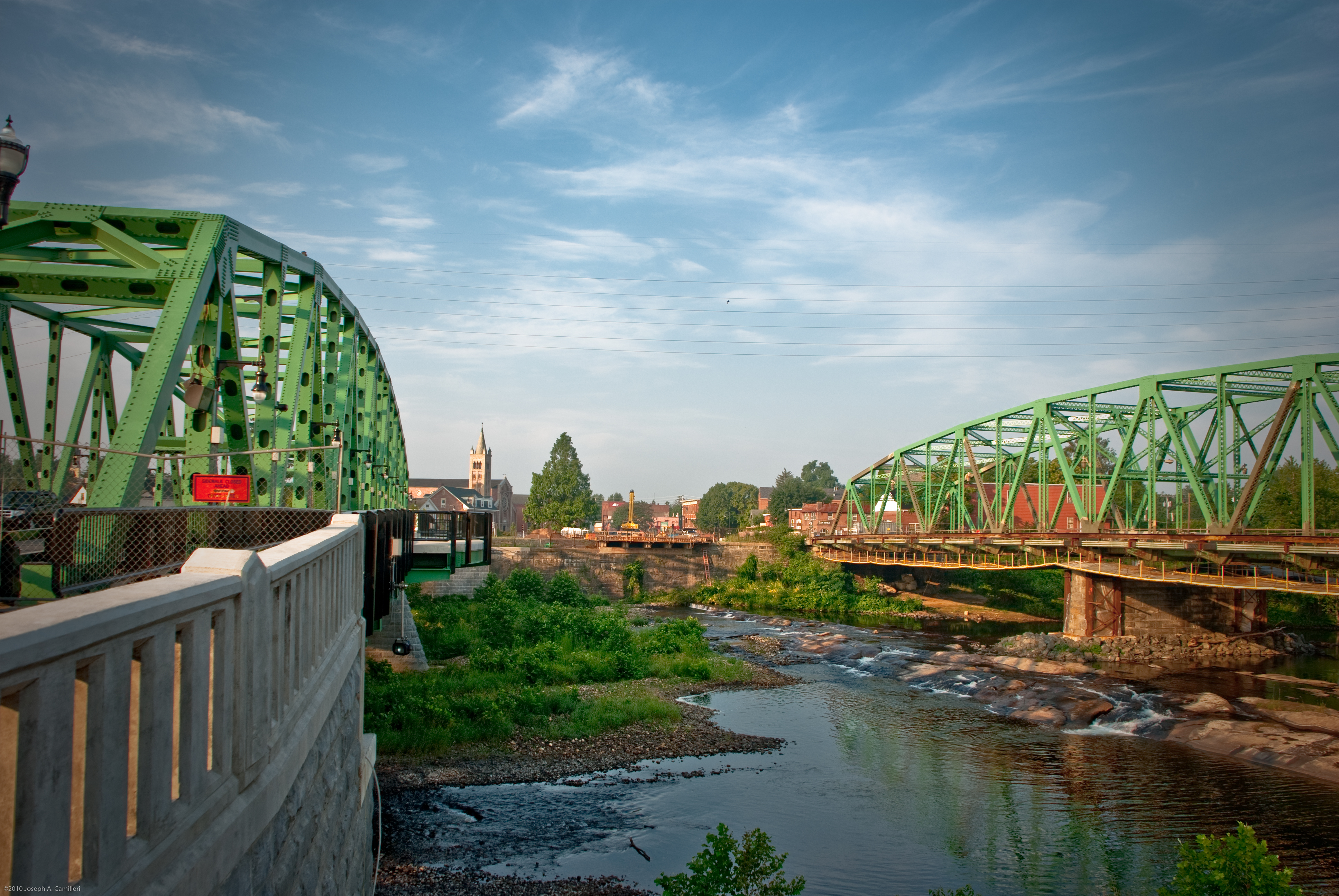

Westfield är en stad i Hampden County, Massachusetts, USA, med cirka 40 072 invånare (2000).  Westfield State University  finns i staden.
- Wikimedia Commons har media som rör Westfield, Massachusetts.